# Bank CenterCredit
Die Bank CenterCredit (kasachisch Банк ЦентрКредит)  ist ein Kreditinstitut aus Kasachstan mit Sitz in Almaty. Es ist an der Kasachischen Börse gelistet.

## Geschichte
Die Bank wurde am 19. September 1988 als Genossenschaftsbank gegründet. Im November 1993 ging die Bank an die neu gegründete Kasachische Börse. Ein Jahr später wird die Bank von der Europäischen Bank für Wiederaufbau und Entwicklung bevollmächtigt, Kredite für die Wirtschaft auszugeben. Seit Juni 1996 arbeitet man mit Western Union zusammen. 
Im Mai 2000 wird Bank CenterCredit Mitglied der VISA International Service Association und drei Jahre danach werden Kreditkarten von American Express ausgegeben. Im Dezember 2003 gewährten die Deutsche Investitions- und Entwicklungsgesellschaft und eine niederländische Bank der Bank CenterCredit einen Kredit in Höhe von acht Millionen Dollar auf fünf Jahre.